# 藩王
藩王就是有封地或封国的亲王或郡王，通稱諸侯王。中国历史中，拥有王爵者都可以称作藩王，不管是宗室或是外姓，亦不管亲王或郡王。藩王可能拥有兵权，镇守一方。
外姓一般得到藩王称号的都是战功卓越的臣子。如明代的鄭成功、清代的耿精忠，尚可喜等。

## 汉魏晋南北朝
中國自漢朝以後，皇帝封王大多會有封國，形成國中有國的情況。王國中的地方官員仍由中央政府所任命，而王的屬員除了國相之外，皆由王所任命。漢朝初期藩王的正妻稱王后，母親稱王太后，東漢朝起藩王正妻改稱王妃，母親改稱王太妃。南北朝起一直沿用。
- 秦楚之際諸侯王列表
- 西漢藩王列表
- 玄漢藩王列表
- 東漢藩王列表
- 蜀汉藩王列表
- 曹魏藩王列表
- 孫吳藩王列表
- 晉朝藩王列表
- 十六國藩王列表
- 南朝藩王列表
- 北朝藩王列表

## 西魏、北周至唐宋
西魏、北周开始延至唐、宋，许多宗室与贵族被封为亲王、郡王，名称亦用古代地名，如秦王、晉王、楚王、齊王等，但大部分没有实权和封地，只有虚名。
- 隋朝藩王列表
- 唐朝王爵列表
- 五代十国藩王列表
- 宋朝王爵列表
- 遼朝王爵列表
- 金朝王爵列表

## 元明清
這種情況到元朝則出現改變，元朝的很多亲王，都有封地。比如秦王忙哥剌的封地在陕西，云南王忽哥赤的封地在云南。明朝更是重建分封制，明太祖在全国各地封25个王，在边疆的藩王可以主持地方军务。但燕王朱棣在靖难之役中成功後，為了避免诸侯攻打天子的情況再次出現，强化中央集权，藩王不得干涉地方政治军事事务，不得擅自离开封地、结交地方官员。
- 元朝藩王列表
- 明朝藩王列表

清朝的藩王与历朝历代性质大不相同，是从部族首领直接改号而成，封王不封國，除了早期的三藩（吴三桂、尚可喜、耿精忠）以外，亲王、郡王只授予宗室和内外蒙古藩部，宗室诸王名称不用古代地名（國號），而用一些美好的形容词（美號），如睿亲王多尔衮、宝亲王弘历、恭亲王奕䜣、庆亲王奕劻等等。因此清代的王只有虛名，而無封地、實權，都居住在北京，特别是雍正以后，诸王不得擅自出京，结交朝官。除非皇帝交给他们具体差事，像康熙末年的大将军王胤禵、同治朝的议政王奕訢、宣统朝的内阁总理大臣奕劻。
- 清朝藩王列表
- 清朝亲王列表
- 清朝郡王列表